# Hanns Schwarz
Hanns Schwarz, né Ignatz Schwarz à Vienne (Autriche) le 11 février 1888 et mort à Hollywood (Californie) le 27 octobre 1945 , est un réalisateur autrichien.
Il réalise vingt-quatre films entre 1924 et 1937, en langues allemande, anglaise et française. Il fait notamment tourner l'actrice Dita Parlo à ses débuts et fait partie des réalisateurs importants de l'UFA, pendant la République de Weimar.

## Filmographie partielle
- 1924 : La Voix du cœur (Die Stimme des Herzens)
- 1925 : La Petite Téléphoniste (Das Fräulein vom Amt)
- 1927 : Petronella (Petronella - Das Geheimnis der Berge)
- 1928 : Ungarische Rhapsodie
- 1929 : Mélodie du cœur (Melodie des Herzens), premier film allemand parlant tourné aux studios de Babelsberg
- 1929 : Le Mensonge de Nina Petrovna (Die wunderbare Lüge der Nina Petrowna)
- 1930 : Aimé des dieux (Liebling der Götter)
- 1930 : Le Cambrioleur (Einbrecher)
- 1931 : Flagrant délit, version française coréalisée avec Georges Tréville
- 1931 : Bombes sur Monte-Carlo (Bomben auf Monte Carlo)
- 1931 : Princesse, à vos ordres (Ihre Hoheit befiehlt)
- 1932 : Pile ou Face (Das Mädel vom Montparnasse)
- 1932 : Monte Carlo Madness
- 1932 : Zigeuner der Nacht
- 1932 : Cœurs joyeux, coréalisé avec Max de Vaucorbeil
- 1933 : Prince of Arcadia
- 1937 : Return of the Scarlet Pimpernel